# Лвовско-Сандомежка операция
Лвовско-Сандомежката операция от 13 юли до 29 август 1944 година е военна операция в района на градовете Лвов и Сандомеж в Полша на Източния фронт на Втората световна война.
Тя започва с настъпление на Съветския съюз, с участието на сили на Полша и Чехословакия, което трябва да отвлече вниманието от подготвяната на север по фронта Операция „Багратион“. Двете операции протичат едновременно, като по Лвовско-Сандомежкото направление отбраната на Германия и Унгария е пробита и Съюзниците успяват да превземат Сандомеж, превръщайки го в плацдарм на левия бряг на Висла.